# Rik Coppens
Pour les articles homonymes, voir Coppens et Henri Coppens.
Henri François Louis Coppens, dit Rik Coppens, surnommé « l'enfant terrible », né le 29 avril 1930 à Anvers en Belgique et mort le 5 février 2015 à Wilrijk en Belgique, est un footballeur international puis entraîneur belge.

## Carrière
Il évolue comme attaquant au Royal Beerschot Athletic Club de 1946 à 1961 et à l'Olympic Charleroi en 1961-1962.
Il est le cinquième meilleur buteur de tous les temps du Championnat de Belgique, avec 261 buts marqués en 389 matches (bron Peter Mariën-Belgiumsoccerhistory)
Il est le premier lauréat du Soulier d'Or (meilleur footballeur belge de l'année) en 1954.
Il est 47 fois comme international (21 buts) de 1949 à 1959. Il est aussi le premier joueur à avoir l'idée de jouer un penalty en deux temps.

### Comme joueur
- de 1946 à 1961 : R Beerschot AC  Belgique
- de 1961 à 1962 : Olympic Charleroi  Belgique
- de 1962 à 1967 : Royal Crossing Club Molenbeek  Belgique
- de 1967 à 1969 : Berchem Sport  Belgique
- de 1969 à 1970 : K Tubantia Borgerhout VK  Belgique

### Comme entraîneur
Il est reconnu entraîneur professionnel le 10 juin 1970 puis entraîne les clubs suivants : 
- de 1970 à 1974 : Berchem Sport  Belgique
- de 1974 à 1979 : K Beerschot VAV  Belgique
- de 1979 à 1981 : Berchem Sport  Belgique
- de 1981 à 1982 : FC Bruges  Belgique
- de 1982 à 1984 : K Beerschot VAV  Belgique

## Palmarès
- Soulier d'or 1954.